# Scipione Roero
Scipione Roero (Asti, ... – Asti, 1548) è stato un vescovo cattolico italiano, vescovo di Asti tra il 1529 e il 1536.

## Biografia
Discendente da una delle più antiche e nobili casane astigiane, i Roero, che avevano le loro case nella contrada omonima, Fra Scipione era un monaco dell'ordine degli Umiliati. Divenne priore della chiesa di San Marco e nel 1529 venne consacrato vescovo di Asti.

## L'opera
Scipione si distinse per la sua pietà ma anche per il carattere zelante.
Mentre in Asti imperversa la peste, nel 1530, dopo la sua elezione concesse il priorato di san Marco con tutte le dipendenze ed i benefici annessi alle monache francescane della chiesa del Gesù un tempo collocato sulla contrada maestra (l'odierno Corso Alfieri a ponente della cattedrale).
Al vescovo Scipione viene riconosciuto di aver organizzato nel 1539 il più antico Sinodo astigiano che ha conservato totalmente i propri scritti e che ha raccolto i frammenti dei precedenti sei sinodi cittadini (1316, 1328, 1471, 1474, 1476, 1485).
Nelle "costituzioni sinodali" del 1539, in Scipione, traspare l'evidente volontà del vescovo di consigliare ai propri ecclesiastici di intervenire il meno possibile nelle faccende politiche o materiali, invitandoli a non prendere parte ai consigli di città o di circoscrizione, di portare armi, di viaggiare la notte, di non accettare beni, di giocare, di cacciare, di esercitare la "mercatura", di evitare la propria sepoltura al di fuori della propria parrocchia, di ricevere o confessare parrocchiani di altre parrocchie senza il diretto consenso del parroco, comminando pene severissime ai trasgressori.

## Il miracolo dell'ostia
Il 25 luglio 1525, secondo quanto tramandato da antichi documenti, il vescovo Scipione, mentre presenziava in San Secondo alla celebrazione per la festa di San Giacomo Apostolo, vide l'ostia stillare sangue mentre veniva spezzata durante la "comunione".
Subito scrisse l'accaduto a papa Paolo III, il quale concesse un'indulgenza plenaria a tutti i fedeli che in quel giorno avessero visitato la chiesa recitando tre Pater ed Ave
secondo l'intenzione del Pontefice. Nella chiesa di San Secondo è ancora presente un quadro che raffigura l'accaduto.

## Genealogia episcopale
La genealogia episcopale è:
- Arcivescovo Gabriele Mascioli, O.E.S.A.
- Vescovo Scipione Roero